# Салерно, Луиджи
Луиджи Салерно (итал. Luigi Salerno; 3 сентября 1924, Рим — 22 июля 1992) — итальянский историк искусства и историограф. Известен как специалист по искусству итальянского барокко, творчеству художников Сальватора Розы, Гверчино и Караваджо.

## Биография
Луиджи Салерно окончил Университет Сапиенца в Риме (Università di Roma «La Sapienza»). В 1946 году под руководством Лионелло Вентури написал диссертацию о художниках группы Маккьяйоли. Получив стипендию от Института археологии и истории искусств в 1946 году, в 1948—1949 годах работал в Институте Варбурга в Лондоне. В 1953 году женился на Эльде Кампана.
В Лондоне Луиджи Салерно познакомился с историками искусства, которые во многом определили его собственную методологию. Среди них были Фриц Заксль и Эрнст Ганс Гомбрих, а наиболее близко — Рудольф Виттковер. В Лондоне Салерно также познакомился с искусствоведом и коллекционером, наследником банковского состояния Денисом Маоном. Они стали сотрудниками и друзьями на всю жизнь. В Лондоне Салерно стал публиковать свои работы в престижном журнале «The Burlington Magazine».
В начале 1960-х годов в сотрудничестве с британским коллекционером и историком итальянского искусства Денисом Маоном Луиджи Салерно доказал подлинность двух картин Караваджо в американских музеях: «Марфа и Мария Магдалина» (Детройтский институт искусств) и «Распятие святого Андрея» (Кливлендский музей искусств). За работу по изучению связей между английским и итальянским искусством 1600—1700 годов Луиджи Салерно в 1968—1969 годах в качестве научного сотрудника Американской академии в Риме выиграл премию Фулбрайта.
Салерно выступал в качестве содиректора по изобразительному искусству в журнале «Palatino». В 1965 году преподавал в качестве приглашённого профессора в Пенсильванском государственном университете.
Луиджи Салерно проявил особый интерес к почти забытому в то время художнику Сальватору Розе. Результатом стала монография о художнике, изданная в 1963 году. Его интересовали так называемые «неакадемические художники»: Филиппо Наполетано, Жак Калло, Анджело Карозелли, Джованни Бенедетто Кастильоне, Пьер Франческо Мола и Пьетро Теста. В 1967 году Салерно был назначен директором Национального института графики (Calcografia nazionale) и примерно в то же время ему было поручено руководство Управлением по экспорту (Ufficio esportazione), департаментом, разрешающим вывоз произведений искусства из Италии. В 1973 году он уехал из Рима в Аквилу, а затем ушёл в отставку со своих административных обязанностей, чтобы посвятить больше времени научным исследованиям.
Салерно был соредактором журнала «История искусства» (Storia dell’arte), основанного в 1987 году Джулио Карло Арганом. После продолжительной болезни учёный умер в 1992 году, оставив фотоархив из более чем 3500 фотографий. Архив хранится в Исследовательском институте Гетти. Вклад Салерно в изучение истории искусства Италии XVII и XVIII веков значителен.

## Основные публикации
- Э. Лаваньино, Дж. Ансальди, Л. Салерно. Барочные алтари Рима (Altari Barocchi in Roma. Lavagnino Emilio, Ansaldi Giulio, Salerno,Luigi. Roma: Banco di Roma, 1959)
- Историография (раздел) // Энциклопедия Мирового искусства (Historiography. Encyclopedia of World Art. Englewood Cliffs, NJ: Prentice-Hall, 1963. Рр. 196—229)
- Сальватор Роза (Salvator Rosa. Milan: Club del Libro, 1963)
- Указатель имеющихся картин в Риме (Indice delle pitture esistenti in Roma. Rome: Fratelli Palombi, 1975)
- Живописцы-пейзажисты семнадцатого века в Риме (Pittori di paesaggio del seicento a Roma/Landscape Painters of the Seventeenth Century in Rome. 3 vols. Rome: U. Bozzi, 1977—1978)
- Итальянский натюрморт. 1560—1805 (La natura morta italiana, 1560—1805/Still Life Painting in Italy, 1560—1805. Rome: Ugo Bozzi Editore, 1984)
- Эпоха Караваджо (The Age of Caravaggio. New York: Metropolitan Museum of Art/Electa/Rizzoli, 1985)
- Новые исследования итальянского натюрморта (Nuovi studi su la natura morta Italiana/New Studies on Italian Still Life Painting. Rome: Bozzi Editore, 1989)
- Живопись Гверчино (I dipinti del Guercino. Rome: U. Bozzi, 1988)